# Pika
Pika (Lacépède, 1799) è un sottogenere di mammiferi lagomorfi, nell'ambito del genere Ochotona.
Al sottogenere vengono ascritte le specie animali conosciute col nome comune complessivo di pica settentrionali, poiché tutte le specie di questo sottogenere sono diffuse nell'emisfero boreale, in particolare in Eurasia (Russia, Cina, Mongolia, Giappone) e Nord America.
Rispetto agli altri sottogeneri di pica, gli appartenenti a questo raggruppamento mostrano corporatura più massiccia e testa di forma ovale, con grosse orecchie semicircolari e piccoli occhi posti centralmente ai due lati della testa.

Hanno tasso riproduttivo piuttosto basso (se confrontato con quello di altre specie ascritte a sottogeneri diversi) e tendono a vivere in coppie monogame, anche se, in caso di morte di uno dei due partner, si osservano casi di poliandria o poliginia.

## Tassonomia
Al sottogenere vengono attualmente ascritte otto specie:
Ordine Lagomorpha
- Famiglia Ochotonidae
  - Genere Ochotona
    - Sottogenere Pika
      - Ochotona alpina - pica alpino
      - Ochotona argentata - pica dell'Helan Shan
      - Ochotona collaris - pica dal collare
      - Ochotona hoffmanni - pica di Hoffmann
      - Ochotona hyperborea - pica siberiano
      - Ochotona pallasi - pica di Pallas
      - Ochotona princeps - pica americano
      - Ochotona turuchanensis - pica di Turuchan